# Câmpina
Câmpina é uma cidade da Roménia, no judeţ (distrito) de Prahova com 32.935  habitantes (Censos 2011). Localiza-se nos vales de Prahova e Doftana.
O pintor Nicolae Grigorescu, considerado um dos fundadores da pintura moderna romena, viveu os últimos anos da sua vida nesta cidade. 

## Património
- Castelo Iulia Hașdeu - mandado construir pelo escritor Bogdan Petriceicu, alberga um museu dedicado ao escritor;
- Museu Nicolae Grigorescu;
- Floresta Voila.